# Raionul Zalău
Raionul Zalău a fost o unitate administrativă din Regiunea Cluj, cu reședința în Zalău. 
Prin Legea nr.5 din 6 septembrie 1950, Plasa Zălau a fost desființata, iar in 1952 a fost infintat Raionul Zalău, care a functionat pana in februarie 1968, cand se infiinteaza Județul Sălaj. 